# Пшеніцин Костянтин Федорович
Костянтин Федорович Пшеніцин (1892, село Глухово Богородського повіту Московської губернії, тепер Московської області, Російська Федерація — покінчив життя самогубством 23 травня 1937, місто Свердловськ, тепер Єкатеринбург, Російська Федерація) — радянський державний і партійний діяч, відповідальний секретар Приморського губернського (обласного) комітету ВКП(б), 2-й секретар Свердловського обласного комітету ВКП(б). Член Комісії партійного контролю при ЦК ВКП(б) у 1934—1937 роках.

## Життєпис
Народився в родині робітника-прядильника. У 1905 році закінчив двокласне училище в селі Глухово Богородського повіту.
З червня 1905 по жовтень 1913 року — учень прядильника, робітник-прядильник, майстровий креслярської майстерні на фабриці Богородсько-Глухівської мануфакури в селі Глухово Богородського повіту Московської губернії.
У жовтні 1913 — червні 1914 року — рядовий 28-го Східно-Сибірського стрілецького полку російської імператорської армії в місті Іркутську.
У червні 1914 — лютому 1917 року — рядовий-кресляр Іркутського окружного воєнно-інженерного управління в місті Іркутську. Після лютневої революції 1917 року був обраний членом Іркутської ради робітничих, селянських і солдатських депутатів.
У лютому 1917 — лютому 1918 року — відповідальний секретар технічного відділу Іркутської обласної військової ради. Брав участь у військових діях проти отамана Семенова.
Член РСДРП(б) з листопада 1917 року.
У лютому — травні 1918 року — відповідальний співробітник особливого відділу Сибірського військового комісаріату в селищі Березовка Нерчинського повіту Забайкальської області. У травні — липні 1918 року — відповідальний співробітник особливого відділу Сибірського військового комісаріату в місті Читі.
Після ліквідації радянської влади в Сибіру виїхав на Далекий Схід. У липні 1918 — липні 1919 року — робітник-експедитор контори Центроспілки, на підпільній більшовицькій роботі в місті Харбіні.
У серпні 1919 року заарештований контррозвідкою колчаківських військ. З серпня 1919 по січень 1920 року — в ув'язненні в колчаківській в'язниці в селищі Маньчжурія Китайсько-Східної залізниці. У січні 1920 року звільнений із в'язниці за грошову заставу.
У січні — липні 1920 року — політичний уповноважений, комісар штабу фортеці в місті Владивостоці. У липні — жовтні 1920 року — військовий комісар при командувачі військ обласної військової ради у Владивостоці.
У жовтні 1920 — січні 1921 року — завідувач військово-технічного відділу Приморського обласного комітету РКП(б) у Владивостоці.
У січні — червні 1921 року — на військовій роботі в Народній революційній армії в Читі.
У червні — вересні 1921 року — заступник голови Всеросійської надзвичайної комісії (ВЧК) по Далекосхідній Республіці — завідувач особливого відділу Державної політичної охорони Далекосхідної Республіки в місті Читі.
З вересня 1921 року — голова обласного партійного бюро і Військової ради партизанських загонів Примор'я.
10 лютого 1922 — 31 січня 1923 року — відповідальний секретар Приморського обласного (губернського) організаційного бюро РКП(б). У лютому 1923 — січні 1926 року — відповідальний секретар Приморського губернського комітету РКП(б).
У лютому — вересні 1926 року — завідувач організаційного відділу і відділу розподілу кадрів Далекосхідного крайового комітету ВКП(б).
У вересні 1926 — серпні 1929 року — відповідальний інструктор ЦК ВКП(б) у Москві.
У серпні 1929 — лютому 1931 року — заступник завідувача організаційно-інструкторського відділу ЦК ВКП(б).
У лютому — вересні 1931 року — заступник завідувача відділу культури і пропаганди ЦК ВКП(б).
У вересні 1931 — липні 1932 року — секретар Нижньо-Волзького крайового комітету ВКП(б) із транспорту.
У липні 1932 — 7 березня 1934 року — 1-й секретар Приморського обласного комітету ВКП(б).
У березні 1934 — березні 1935 року — уповноважений Комісії партійного контролю при ЦК ВКП(б) по Донецькій залізниці.
У квітні 1935 — 23 травня 1937 року — 2-й секретар Свердловського обласного комітету ВКП(б).
23 травня 1937 року покінчив життя самогубством (вистрілив собі в голову).
З партії виключений не був. Проте 12 серпня 1958 року бюро Свердловського обласного комітету КПРС прийняло постанову про реабілітацію Пшеніцина в партійному відношенні (посмертно).